# Мидуэй-Сансет

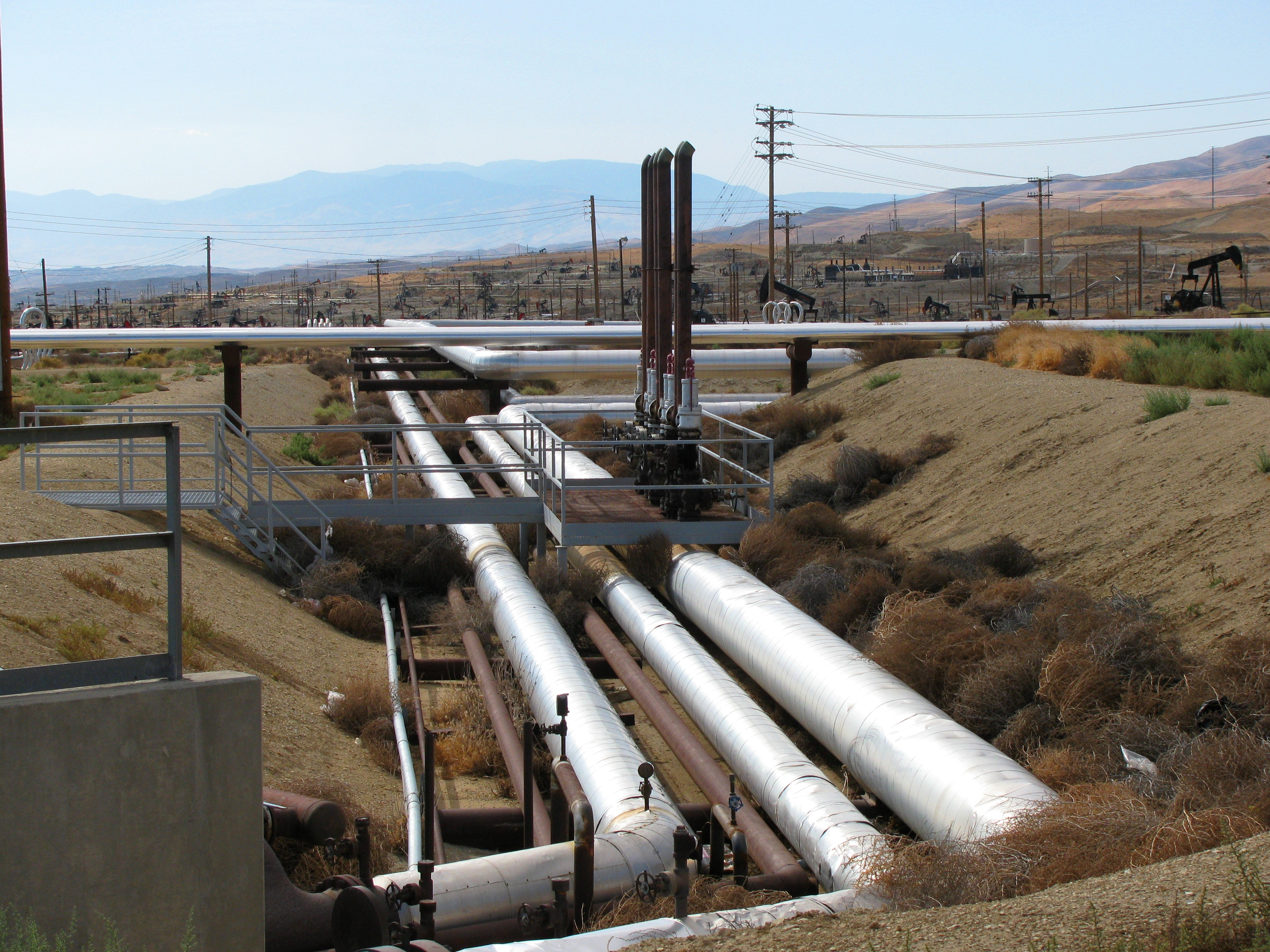

Мидуэй-Сансет (англ. Midway-Sunset) — крупное нефтяное месторождение в США. Расположено в штате Калифорния. Открыто в 1894 году.
Нефтеносность связана с отложениями плиоценового и миоценового возраста. Извлекаемые запасы нефти оценивается 72,6 млн. тонн. Накопленная добыча составляет 410 млн. тонн нефти.
Основные операторами месторождения является нефтяные компаний Aera Energy, Chevron, Occidental Petroleum, Plains Exploration & Production и другие.
В 1910—1911 годах на месторождении произошёл крупнейший в истории разлив нефти — более 1,1 миллиона тонн.